# Onkosfera
Onkosfera – pierwsze stadium larwalne tasiemców. Z onkosfery powstają różne postaci larwy:
- cysticerkus (wągier)
- strobilicerkus
- cysticerkoid
- tetratyridium
- cenurus
- echinokok (bąblowiec)